# Время начала озвончения
Время начала озвончения (ВНО; англ. voice onset time — VOT) — интервал между началом размыкания смычки взрывного согласного и моментом начала колебания голосовых связок. Используется в фонетике для различения взрывных согласных с разной звонкостью, обычно применяется к взрывным в начальной позиции. Термин был введён в широкое употребление американскими фонетистами Л.Лискером и А.Абрамсоном в 60-е годы XX века.

## Характеристика

Сравнение взрывных с разным временем начала озвончения: звонких (voiced), глухих непридыхательных (voiceless unaspirated) и глухих придыхательных (voiceless aspirated). Волны показывают работу голосовых связок или озвончение.

Основные значения параметра ВНО следующие:
- звонкие взрывные — колебания голосовых связок начинаются до начала размыкания смычки взрывного согласного (значения ВНО выражаются отрицательными величинами). К звонким взрывным относят полнозвонкие согласные (например, русские [б], [д], [г]), у которых начало колебания голосовых связок обычно совпадает с началом смычки, а также полузвонкие согласные (например, английские [b], [d], [g]), у которых колебания начинаются ближе к концу смычки;
- глухие непридыхательные взрывные — колебания голосовых связок начинаются в момент размыкания смычки взрывного согласного (значения ВНО выражаются положительными величинами в диапазоне 0-30 мс.) К глухим непридыхательным относят русские [п], [т], [к], французские и испанские [p], [t], [k], английские [p], [t], [k] после [s], а также в ряде случаев английские и немецкие [b], [d], [g] в начале слова;
- глухие придыхательные взрывные — связки начинают колебаться через значительный промежуток времени после начала размыкания смычки взрывного согласного (значения ВНО выражаются положительными величинами в диапазоне 40-100 мс.) К глухим придыхательным относят среднеаспирированные английские и немецкие [pʰ], [tʰ], [kʰ] перед ударным гласным, а также сильноаспирированные [pʰ], [tʰ], [kʰ] в навахо.

Параметр ВНО применяется только к согласным с модальным голосом. Звонкие придыхательные в индоарийских языках не подпадают под данную классификацию, так как относятся к звукам с придыхательной фонацией.
Так как ни придыхание, ни звонкость не являются точечными параметрами, величина ВНО не является фиксированной даже в пределах одной группы взрывных. Она варьируется в зависимости от места образования согласных и темпа речи. Наибольшие положительные значения ВНО отмечаются у велярных согласных (в среднем 30 мс. у непридыхательного [k] и 90 мс. у придыхательного [kʰ]). Губно-губные и альвеолярные взрывные обычно имеют ВНО в два-три раза короче. Звонкость и придыхание удлиняются в медленной речи и становятся короче с увеличением темпа речи.

## Сильные и слабые согласные

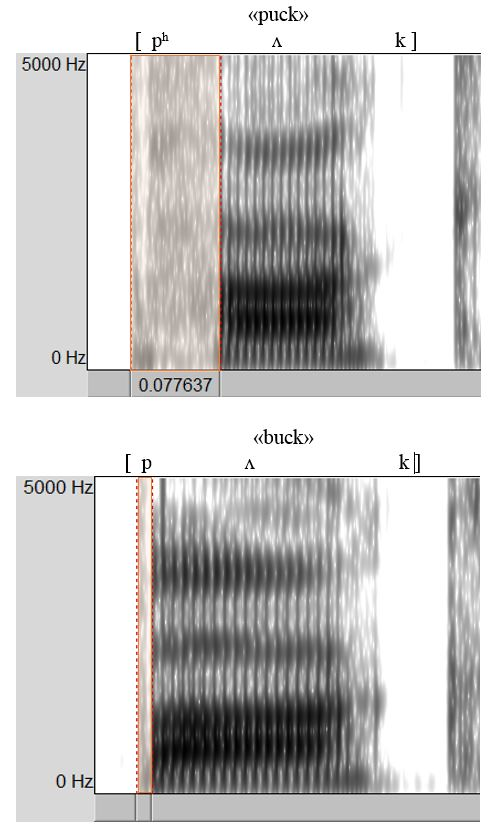
ВНО (выделено красным) глухого придыхательного [pʰ] (78 мс., "puck") и непридыхательного [p] (11 мс., "buck") в английском языке

ВНО одной группы взрывных может различаться по длительности в разных языках, поэтому  для описания бинарных оппозиций между сериями взрывных согласных часто используют эксплицитно относительные термины сильные и слабые согласные (fortis and lenis). Согласные с бо́льшим значением ВНО определяются как «сильные», согласные с меньшим значением ВНО - как «слабые». Вследствие этого сильные и слабые согласные в одном языке могут не соответствовать таковым в другом. Как видно из таблицы, непридыхательные в русском языке считаются сильными согласными, а в кантонском языке и языке тлингит эти согласные считаются слабыми. Наиболее распространённой серией взрывных является серия глухих непридыхательных. Примечательно, что в языках мира нет оппозиций между звонкими и полузвонкими взрывными, хотя встречаются оппозиции между слабопридыхательными и сильнопридыхательными.
| Относительные значения параметра ВНО в разных языках | Относительные значения параметра ВНО в разных языках | Относительные значения параметра ВНО в разных языках | Относительные значения параметра ВНО в разных языках | Относительные значения параметра ВНО в разных языках | Относительные значения параметра ВНО в разных языках | Относительные значения параметра ВНО в разных языках | Относительные значения параметра ВНО в разных языках | Относительные значения параметра ВНО в разных языках |
|                                                      | Время начала озвончения                              | Примеры                                              | Примеры                                              | Примеры                                              | Примеры                                              | Примеры                                              | Примеры                                              | Примеры                                              |
| ---------------------------------------------------- | ---------------------------------------------------- | ---------------------------------------------------- | ---------------------------------------------------- | ---------------------------------------------------- | ---------------------------------------------------- | ---------------------------------------------------- | ---------------------------------------------------- | ---------------------------------------------------- |
| (сильные)                                            | Сильное придыхание                                   |                                                      |                                                      | тлингит                                              | навахо, корейский                                    |                                                      |                                                      |                                                      |
| ↑                                                    | Среднее придыхание                                   | английский                                           | кантонский                                           |                                                      |                                                      |                                                      |                                                      | тайский, армянский                                   |
|                                                      | Слабое придыхание                                    |                                                      |                                                      |                                                      | навахо, корейский                                    |                                                      |                                                      |                                                      |
|                                                      | Непридыхательные глухие                              |                                                      | кантонский                                           | тлингит                                              | корейский                                            | испанский, русский                                   |                                                      | тайский, армянский                                   |
| ↓                                                    | полузвонкие                                          | английский                                           |                                                      |                                                      |                                                      |                                                      |                                                      |                                                      |
| (слабые)                                             | (полно)звонкие                                       |                                                      |                                                      |                                                      |                                                      | испанский, русский                                   | сев. д-ты японского                                  | тайский, армянский                                   |